# Эшенбах (Вюртемберг)
Эшенбах (нем. Eschenbach) — община в Германии, в земле Баден-Вюртемберг. Расположена вблизи горного массива Швабский Альб и вершины Фухсек.
Подчиняется административному округу Штутгарт. Входит в состав района Гёппинген. Население составляет 2181 человек (на 31 декабря 2010 года). Занимает площадь 4,80 км².